# Zsuzsanna Kéziné
Zsuzsanna "Zsuzsa" Kézi (Bakonybánk, 14 de maio de 1945) é uma ex-handebolista húngara, medalhista olímpica.
Zsuzsanna Kéziné fez parte do elenco medalha de bronze, em Montreal 1976.